# Município de Oxford (condado de Erie, Ohio)
O município de Oxford (em inglês: Oxford Township) é um município localizado no condado de Erie no estado estadounidense de Ohio. No ano de 2010 tinha uma população de 1.201 habitantes e uma densidade populacional de 17,75 pessoas por km².

## Geografia
O município de Oxford encontra-se localizado nas coordenadas 41° 19′ 39″ N, 82° 41′ 46″ O. Segundo a Departamento do Censo dos Estados Unidos, o município tem uma superfície total de 67.65 km², da qual 67,39 km² correspondem a terra firme e (0,38 %) 0,26 km² é água.

## Demografia
Segundo o censo de 2010, tinha 1.201 habitantes residindo no município de Oxford. A densidade populacional era de 17,75 hab./km². Dos 1.201 habitantes, o município de Oxford estava composto pelo 97,25 % brancos, o 0,25 % eram afroamericanos, o 0,08 % eram amerindios, o 0,67 % eram asiáticos, o 0,58 % eram de outras raças e o 1,17 % eram de uma mistura de raças. Do total da população o 1,17 % eram hispanos ou latinos de qualquer raça.